# 未来はジョー! ジョー!
「未来はジョー! ジョー!」（みらいはジョージョー）は、日本の男性歌手グループ・はやぶさの8枚目のシングル。2017年7月12日にJVCケンウッド・ビクターエンタテインメントから発売された。

## 概要
- ジャケット・カップリングが異なる初回限定盤と通常盤Aタイプ、通常盤Bタイプの3形態で発売。
- 初回限定盤のみ「デュエル・マスターズ」の描き下ろしイラストジャケット、プロモカード封入。
- 表題曲「未来はジョー! ジョー!」は、テレビ東京系アニメ『デュエル・マスターズ 2017年版』オープニングテーマ。

## 収録曲

### 初回限定盤
1. 未来はジョー! ジョー!　[3:48]
作詞・作曲・編曲：前山田健一
2. さよなら夜ちゃん　[3:16]
作詞 : 長久允／作曲・編曲：平野航

### 通常盤Aタイプ
出典→　
1. 未来はジョー! ジョー!　[3:48]
作詞・作曲・編曲：前山田健一
2. 1101001000 -いちじゅうひゃくせん- 　[3:54]
作詞・作曲・編曲：Mr.LIVE
3. 未来はジョー! ジョー!(オリジナル・カラオケ)　[3:48]
4. 1101001000 -いちじゅうひゃくせん- (オリジナル・カラオケ)　[3:52]

### 通常盤Bタイプ
出典→
1. 未来はジョー! ジョー!　[3:48]
作詞・作曲・編曲：前山田健一
2. いつでも夢を　[4:00]
作詞：佐伯孝夫／作曲：吉田正／編曲：多田三洋
3. 未来はジョー! ジョー!(オリジナル・カラオケ)　[3:48]
4. いつでも夢を(オリジナル・カラオケ)　[3:58]